# Şahmeran

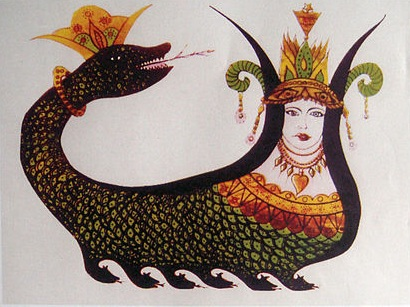
Şahmaran i den kurdiska folkloren.

Shahmaran (persiska:شاه ماران, kurmanji/kurdiska: Şahmaran), är en mytologisk figur inom iransk och kurdisk mytologi. Ordet kommer från indo-iranska språk som persiska och kurdiska, där "shāh" betyder härskare/härsakarinna och "mārān" betyder ormar, därav betydelsen “ormarnas härskarinna”.  Figuren sägs vara ett vist och välvilligt ormväsen med människohuvud.
Enligt iranska myter bor Shahmaran i regionen "Arzuiyeh” i staden Kerman i Iran, medan i kurdisk mytologi bor Shahmaran i en grotta i övre Mesopotamien. Shahmaran ska ha levt för omkring 6 000 år sedan.
Shaymaran representerar en gudinnefigur som återspeglar de polyteistiska traditionerna och vördnaden för kvinnliga gudomligheter i den kurdiska historien. Denna myt understryker Shahmarans kulturella betydelse som en förkroppsligande av visdom och motstånd mot förtryck.
Legenden om Shahmaran analyseras dessutom i sammanhanget av kurdisk litteratur och muntliga traditioner. Berättelsen porträtterar henne ofta som en välvillig figur som förmedlar kunskap om medicin och läkande, vilket framhäver det värde som tillskrivs visdom och kunskapsöverföring i den kurdiska kulturen. Denna berättelse återspeglar också hur Shahmaran integreras i den bredare väven av kurdisk berättartradition och mytbildning.
I kurdiska berättelser vördas Shahmaran som en visdomens gudinna som skyddar hemligheter. Det tros att vid hennes död överförs hennes ande till hennes dotter, vilket säkerställer kontinuiteten av hennes visdom och beskyddande natur.